# Фейетвилл (Северная Каролина)
Фе́йетвилл (англ. Fayetteville) — город в Северной Каролине (США), административный центр округа Камберленд. В 2008 году в городе проживало 174 091 человек, это 6-й город Северной Каролины по численности населения. В 2013 году проживало 204408 человек. Недалеко от Фейетвилла расположена крупная военно-воздушная база армии США Форт Брэгг. Фейетвилл стоит на реке Кейп-Фир. Агломерация города (341 363 человека) включает такие города как Хоп-Милс, Спринг-Лейк и Рейфорд и является крупнейшей в юго-восточной части штата.

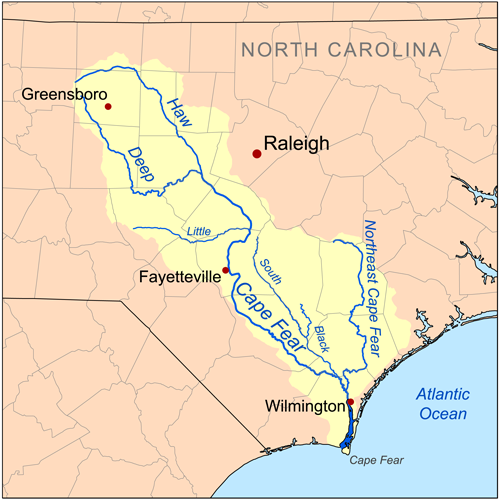
Река Кейп-Фир

## История
Территория города была традиционным ареалом проживания племён индейцев сиу. После поражения сиу в Ямасийской и Тускарорской войне земли по течению реки Кейп-Фир начали заселяться английскими поселенцами. Два поселения Гросс Грик и Кэмпбеллтаун были основаны выходцами из Шотландии.
В 1783 году после объединения поселений Гросс Грик и Кэмпбелтаун был образован Фейетвилл. Город был назван в честь маркиза де Ла Файета, активного участника Войны за независимость Соединённых Штатов.